# Wotho
Wotho (marš. W˜tto), atol od 13 otočića u sastavu Maršalovih Otoka, dio lanca Ralik.

## Zemljopis
Okružuje lagunu površine 94,92 km2.

## Stanovništvo
| broj stanovnika | 71    |       | 61    | 85    | 90    | 145   |
|                 | 1958. | 1967. | 1973. | 1980. | 1988. | 1999. |